# Juan Cáceres
Juan Cáceres (27 de dezembro de 1949) é um ex-futebolista peruano. Ele competiu na Copa do Mundo FIFA de 1978, sediada na Argentina, na qual a seleção de seu país terminou na oitava colocação dentre os 16 participantes.